# Banana Island Ghost
Banana Island Ghost (BIG) es una película de comedia de acción y fantasía nigeriana de 2017. Fue escrita y dirigida por BB Sasore y producida por Derin Adeyokunnu y Biola Alabi. Está protagonizada por Chigul, Patrick Diabuah, Ali Nuhu, Saheed Balogun, Tina Mba y Bimbo Manuel.

## Sinopsis
Un hombre que muere por un accidente tiene miedo de ir al cielo porque aún no tiene a su alma gemela. Tras negociar con Dios, él le da tres días para volver a la tierra y encontrar a su alma gemela. Mientras tanto Ijeoma tiene tres días para evitar que la casa de su padre en Banana Island sea reclamada por el banco.

## Elenco
- Chioma "Chigul" Omeruah como Ijeoma
- Patrick Diabuah como Patrick (Fantasma)
- Bimbo Manuel como Dios
- Saheed Balogun como oficial de policía
- Ali Nuhu como el Sr. King
- Tina Mba como madre de Ijeoma
- Akah Nnani como Seargent
- Uche Jombo como la madre de Patrick
- Kemi Lala Akindoju como director
- makida Moka como Ninja
- Adetomiwa Edun como Akin
- Dorcas Shola Fapson como la novia de Akin
- Damilola Adegbite como ella misma

## Recepción
Nollywood Reinvented la calificó con un 59% de 100.